# Rhizobium
Genre
Les rhizobiums, ou rhizobia (genre Rhizobium), sont des bactéries aérobies du sol appartenant à la famille des Rhizobiaceae. Ces bactéries présentent la capacité d'entrer en symbiose avec des plantes de la famille des Fabacées en formant des nodosités, qu'on retrouve spécifiquement chez les légumineuses telles que : pois, haricot, soja, arachide, trèfle, luzerne… Elles font partie de la rhizosphère.

## Symbiose
Cette symbiose confère aux Fabacées l'aptitude unique parmi les plantes de grande culture de fixer l'azote de l'air et de s'en nourrir. Une seule non légumineuse a été identifiée comme capable de s'associer aux rhizobia pour former des nodules fixateurs d'azote : Parasponia.
En condition limitante en azote combiné, les rhizobiums vont induire la formation de nodosités au niveau  racinaire ou caulinaire des légumineuses. Ces nodosités vont représenter de véritables organes d’échange métabolique entre les bactéries et les plantes.
Cette symbiose à bénéfice réciproque va permettre aux bactéries de bénéficier d’un microhabitat exceptionnellement favorable ; les Fabacées leur procurant un apport en substrats carbonés issus de la photosynthèse. En échange, les bactéries vont fixer et réduire l’azote atmosphérique en ammonium, directement assimilable par les plantes hôtes.

### Souches
Il existe des souches distinctes de Rhizobium pour chaque type de légumineuses. Lorsque ces souches sont manquantes à l'état naturel ou peu efficaces, il est possible d'introduire artificiellement des inoculums plus performants mais ceux-ci ont parfois du mal à s'imposer sur les souches déjà en place.
Certaines variétés de Rhizobium peuvent créer des nodosités tout en fixant des quantités d'azote médiocres voire nulles alors que d'autres peuvent fixer jusqu'à 600 kg d'azote par hectare.

### Mise en place de la symbiose
Les cellules pilifères des  racines de Fabacées (Fabaceae) émettent des substances chimiques de reconnaissance (type flavonoïdes/isoflavonoïdes). Ces exsudats attirent la bactérie, qui, en retour, synthétise et sécrète des facteurs de nodulation (facteurs nod). Ces « facteurs nod » diffèrent selon l'espèce rhizobienne et ont une structure antigénique spécifique, reconnue par la plante.
La bactérie est reconnue spécifiquement par l'Angiosperme qui forme un cordon infectieux par invagination de la membrane plasmique. Celui-ci se forme toujours d'abord à l'apex d'un poil absorbant et se développe ensuite pour atteindre les cellules du cortex racinaire. Lorsque les bactéries atteignent cette zone, elles infectent les cellules. Leur présence intracellulaire induit l'expression de gènes à nodulines, protéines qui déclenchent la dédifférenciation des cellules corticales. Ces dernières se multiplient et forment une excroissance appelée nodosité (ou nodule) reliée aux vaisseaux conducteurs de la plante qui assurent l'approvisionnement énergétique du système.
Les bactéries restent isolées du cytoplasme par la membrane plasmique de l'hôte. Elles sont progressivement regroupées dans des vésicules appelées symbiosomes. Parallèlement, sous l'action d'une noduline, les cellules de la nodosité synthétisent la léghémoglobine qui appauvrit le nodule en oxygène en le piégeant. En effet, l'oxygène dénature l'enzyme (nitrogénase) il faut donc que le milieu soit anaérobie. Enfin, la plante sécrète des peptides qui entrent dans la cellule bactérienne et en bloquent la division à la fin de la mitose, si bien que la croissance continue du rhizobium en fait progressivement.

## Synthèse de la vitamine B12
M.O. Burton et A.G. Lockhead affirment en 1952 dans le Canadian Journal of Botanique (ou revue canadienne de botanique) la bactérie Rhizobium meliloti se distingue particulièrement des 70 souches de Rhizobium, avec une plus importante capacité à produire de la vitamine B12 que les autres. Elle peut en produire 1 000 mµ gm par ml de liquide de culture. Aucune corrélation n'a été observée entre la capacité à synthétiser cette vitamine des différentes souches et leur efficacité à la fixation de nitrate.

## Taxonomie

### Liste des espèces valides
Selon la LPSN (28 mai 2023), le genre Rhizobium comprend 87 espèces publiées de manière valide et avec un nom correct :
- Rhizobium acaciae
- Rhizobium acidisoli
- Rhizobium aegyptiacum
- Rhizobium aethiopicum
- Rhizobium aggregatum
- Rhizobium alamii
- Rhizobium altiplani
- Rhizobium alvei
- Rhizobium anhuiense
- Rhizobium aquaticum
- Rhizobium arsenicireducens
- Rhizobium bangladeshense
- Rhizobium binae
- Rhizobium calliandrae
- Rhizobium capsici
- Rhizobium cauense
- Rhizobium cellulosilyticum
- Rhizobium changzhiense
- Rhizobium chutanense
- Rhizobium cremeum
- Rhizobium daejeonense
- Rhizobium dioscoreae
- Rhizobium ecuadorense
- Rhizobium endophyticum
- Rhizobium esperanzae
- Rhizobium etli
- Rhizobium favelukesii
- Rhizobium freirei
- Rhizobium gallicum
- Rhizobium gei
- Rhizobium grahamii
- Rhizobium hainanense
- Rhizobium halophytocola
- Rhizobium helianthi
- Rhizobium hidalgonense
- Rhizobium indigoferae
- Rhizobium leguminosarum
- Rhizobium mongolense
- Rhizobium phaseoli
- Rhizobium sullae
- Rhizobium tropici
- Rhizobium yanglingense

### Liste des espèces synonymes
- Rhizobium alkalisoli renommée Neorhizobium alkalisoli en 2015
- Rhizobium arenae renommée Pararhizobium arenae en 2022
- Rhizobium azibense est synonyme de Rhizobium gallicum
- Rhizobium azooxidifex renommée Mycoplana azooxidifex en 2022
- Rhizobium borbori renommée Allorhizobium borbori en 2016
- Rhizobium ciceri renommée Mesorhizobium ciceri en 1997
- Rhizobium endolithicum renommée Pseudorhizobium endolithicum en 2021
- Rhizobium fabae renommée Rhizobium pizi en 2021
- Rhizobium flavum renommée Pseudorhizobium flavum en 2020
- Rhizobium fredii renommée Ensifer fredii en 2008
- Rhizobium galegae renommée Neorhizobium galegae en 2015
- Rhizobium giardinii renommée Pararhizobium giardinii en 2016
- "Rhizobium halotolerans" est synonyme de Pseudorhizobium halotolerans
- "Rhizobium hedysarum" est synonyme de "Rhizobium hedysari" Casella et al. 1986
- "Rhizobium helanshanense" est renommée "Pararhizobium helanshanense" en 2015
- Rhizobium herbae est renommée Pararhizobium herbae en 2016
- Rhizobium huakuii est renommée Mesorhizobium huakuii en 1997
- Rhizobium huautlense est renommée Neorhizobium huautlense en 2015
- Rhizobium larrymoorei
- Rhizobium loessense
- Rhizobium lupini
- Rhizobium radiobacter
- Rhizobium rhizogenes
- Rhizobium rubi
- Rhizobium trifolii
- Rhizobium undicola
- Rhizobium vitis

### Expèces publiées de manière non valide, au nom préféré mais non correct
- "Rhizobium alarense"
- "Rhizobium album"
- "Rhizobium albus"
- "Rhizobium arachis"
- "Rhizobium croatiense"
- "Rhizobium deserti"
- "Rhizobium flavescens"
- "Rhizobium glycinendophyticum"
- "Rhizobium halophilum"
- "Rhizobium hedysari" Xu et al. 2017
- "Rhizobium hedysari" Casella et al. 1986